# Ménétès
Pour le village grec, voir Menetés.
Pour les articles homonymes, voir Ménétios.
Ménétès, Ménétios, Ménoetès, Ménoitès ou Ménoitios (en grec ancien Μενοίτιος, Μενοίτης) est un personnage de la mythologie grecque, un daimôn et le gardien du bétail d'Hadès. 

## Étymologie
Ménétès ou Ménoetès sont les versions francisés du nom Ménoitios ou Ménoitès, en grec ancien Μενοίτιος ou Μενοίτης, dérivant des mots menos qui signifie « puissance, pouvoir » et oitos qui signifie « destin, douleur ».

## Mythologie
Ménétès apparait à deux reprises lors des Travaux d'Héraclès:
Pour le dixième de ses Travaux, Héraclès doit voler le bétail de Géryon. Alors qu'il vient d'arriver en Érythie, il est attaqué par Orthros, le chien à deux têtes de Géryon (et frère de Cerbère) qu'il tue d'un seul coup de sa massue avant de faire de même avec le bouvier Eurytion venu au secours de l'animal. Ménétès, qui faisait paître non loin les troupeaux d'Hadès, rapporte alors à Géryon ce qui vient d'arriver. Pour Stésichore, Ménétès tente de convaincre Géryon d'éviter l'affrontement, évoquant ses parents, l'océanide Callirhoé et Chrysaor, et sans doute la peine que sa mort leur causerait, mais ce dernier se refuse à l'écouter. Géryon s'arme de ses trois boucliers, trois lances et met ses trois casques et poursuit Héraclès mais tombe, victime d'une flèche empoisonnée qui avait été plongée dans le venin de l'Hydre de Lerne. Héraclès peut ainsi dérober les bœufs et les ramener à Eurysthée.
Au cours de sa descente aux Enfers qu'il effectue lors de son douzième travail, Héraclès tue l'une des vaches du troupeau d'Hadès car il souhaite offrir un sacrifice de sang aux âmes des morts. Leur gardien Ménétès, ici précisé fils de Ceutonymos (en), tente de s'interposer et défie le héros à la lutte pour l'en empêcher mais le demi-dieu le serre entre ses bras au niveau de la taille tant et si bien qu'il lui brise les côtes. Perséphone intervient alors pour le sauver et Héraclès le laisse partir, les côtes cassées.

## Dans la culture moderne
Ménétès apparait comme personnage secondaire dans Le Soleil et l'Étoile de Rick Riordan et Mark Oshiro, paru en 2023. 